# China Electronics Technology Group Corporation
China Electronics Technology Group Corporation (CETC)) er et statsejet kinesisk elektronikkoncern med hovedkvarter i Beijing. Virksomheden blev etableret i 2002. Koncernens produkter omfatter kommunikationsudstyr, computere, elektronisk udstyr, IT-infrstruktur, netværk, software og forskning.
I 2021 var CETC Kinas tredjestørste elektronikvirksomhed efter Huawei og Lenovo.